# Republika Srpskas historia
Denna artikel behandlar Republika Srpskas historia.

## Republika Srpska grundande 1991-1992

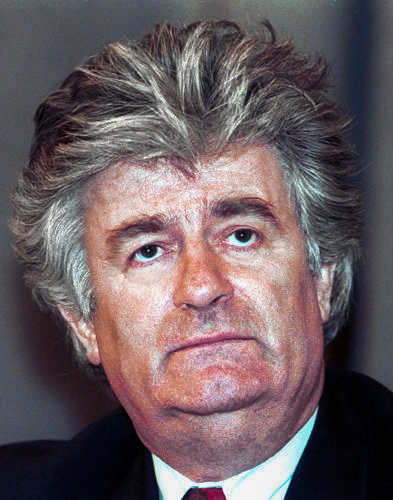
Radovan Karadžić var Republika Srpskas förste president (1992-1996).

I samband med det politiska kaos som rådde i dåvarande Jugoslavien i början av 1990-talet var de flesta bosnienserber emot att Bosnien-Hercegovina skulle lämna federationen Jugoslavien och motsatte sig en folkomröstning om självständighet. Bosnienserberna övergav då parlamentet i Sarajevo och bildade en bosnienserbisk representativförsamling den 24 oktober 1991 i närbelägna Pale. I november hölls ett internt referendum där en övevägande majoritet av serberna ville stanna kvar inom en union med Serbien och Montenegro.
Den 9 januari 1992 utropades Republika srpskog naroda Bosne i Hercegovine (svenska: republiken (för) serbiska folket (i) Bosnien och Hercegovina) efter samma modell som Republika Srpska Krajina i grannlandet Kroatien. Den 28 februari antogs konstitutionen för den serbiska republiken i Bosnien och Hercegovina och deklarerade att den statens territorium, inkluderat alla serbiska autonoma regioner, kommuner och andra etniskt serbiska entiteter i Bosnien och Hercegovina var en del av det federala Jugoslavien.

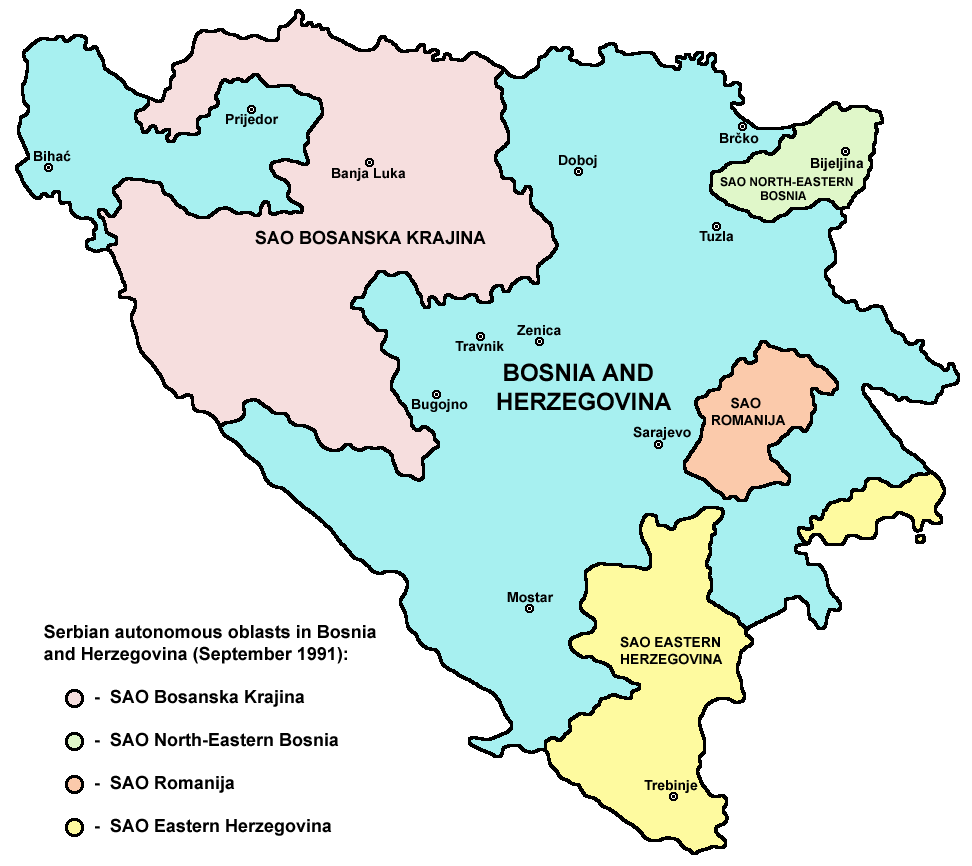

Detta förklarades ogiltigt av Bosnien-Hercegovinas parlament som sedan höll ett referendum mellan den 29 februari och 1 mars 1992 om en utbrytning från Jugoslavien. Denna folkomröstning bojkottades av den serbiska befolkningen som ansåg den vara okonstitutionell och bortsåg från serbernas vetorätt i parlamentet. Då det stod klart efter valet att en majoritet av de röstande medborgarna i Bosnien-Hercegovina röstat för självständighet utropades Bosnien och Hercegovinas självständighet den 5 maj 1992. Efter en tid av upptrappade spänningar och sporadiska militära incidenter började öppet krig i Sarajevo den 6 april, vilket var starten för bosnienkriget.
Den 13 maj, efter att Bosnien och Hercegovina blivit internationellt erkänt och lämnat Jugoslavien, blev Radovan Karadžić den förste presidenten för den bosnienserbiska administrationen i Pale. Pale, som ligger i närheten av östra Sarajevo, förblev Republika Srpskas huvudstad under kriget, innan dess den flyttades till Banja Luka.
I augusti samma år slopade man formellt "folket i Bosnien och Hercegovina" från sitt namn och använde därefter enbart Republika Srpska (svenska: serbiska republiken).

## Bosnienkriget 1992-1995
Den 12 maj 1992 tillkännagav Radovan Karadžić vid det bosnienserbiska representantförsamlingen sex "strategiska mål" för serberna i Bosnien och Hercegovina:
1. Etablera en statsgräns som separerar bosnienserberna från de två övriga etniska folkgrupperna (bosnienkroater och muslimer).
2. Etablera en landkorridor mellan Semberija och Krajina.
3. Etablera en landkorridor i Drinas floddal för att eliminera en gräns som delade den bosnienserbiska staten.
4. Etablera en gränser vid floderna Una och Neretva.
5. Dela upp staden Sarajevo i serbiska och bosniakiska delar och etablera effektiva statsmyndigheter i båda delarna.
6. Tillförsäkra Republika Srpska tillträde till havet.

Vid samma möte röstade representantförsamlingen för att skapa Vojska Republike Srpske (VRS) (Republika Srpskas armé) och tillsatte Ratko Mladić, som då var befälhavare för andra militärdistrikt i JNA, som överbefälhavare för VRS. Senare samma månad då JNA:s styrkor dragit sig ut Bosnien och Hercegovina omvandlades i stort sett det andra militärdistriktet till huvuddelen av VRS. Större delen av JNA:s tidigare förråd och arsenal togs över av VRS, vilket ledde till dess starka medgång i början av kriget. Den nya armén satte då genast igång att med militära medel försöka uppnå de sex "strategiska målen" för serberna i Bosnien och Hercegovina. Dessa mål bekräftades åter den 19 november 1992 av general Mladić.
Den 5 april påbörjade VRS belägringen av Sarajevo som varade ända tills fredsslutet och krävde cirka 12000 dödsfall, varav de flesta var civila i staden. Även staden Mostar utsattes för en 18 månader lång belägring under 1992 och 1993. I östra Bosnien påbörjade JNA, VRS, serbisk lokalpolis och serbiska paramilitära grupper en etnisk rensning av den ickeserbiska befolkningen. Systematiskt brändes hus och egendom ner och samtidigt då dess invånare, främst bosniaker, utsattes för våld som i en del fall resulterade i dödsfall. Samtidigt inrättades separata läger för att hålla tillfångatagna män och kvinnor. I dessa läger, som sällan var särskilt sanitära, förekom gruppvåldtäkter och mord. I främst västra Bosnien skedde en liknande etnisk rensning men med betydligt mindre dödsfall då den ickeserbiska befolkningen fördrevs ut i stora flyktingvågor. Samtidigt flydde den serbiska befolkningen som bodde i områden som kontrollerades av kroater eller bosniaker till områden som hölls av serberna. Den etniska rensningen nådde sitt klimax i juli 1995 då VRS och serbiska paramilitära grupper deltog i massakern i Srebrenica då cirka 8000 män av bosniakisk härkomst mördades.
VRS expanderade och försvarade Republika Srpskas gränser under kriget 1992-1995. Under 1993 kontrollerade Republika Srpska ungefär 70% av Bosnien och Hercegovinas territorium men dess yta krympte till 49% i och med Daytonavtalet 1995.
Den serbiska flyktingvågen till Republika Srpska ökade i och med att det Kroatiska försvarsrådet (Hrvatsko vijeće obrane) (HVO) framgångar under 1995. Flera lyckosamma operationer för kroaterna gjordes mot serbiska republiken Krajina i Kroatien som återerövrades i och med Operation Blixt och Operation Storm. Därefter följde Operation Mistel av HVO och Operation Sana av Bosnien och Hercegovinas regerings armé i västra Bosnien vilket gjorde att de bosnienserbiska ställningarna trycktes tillbaka och närmare Banja Luka. Därmed ökade antalet serber i Republika Srpska då många flyktingar från Kroatien och de förlorade städer i Bosnien som Sanski Most, Ključ, Drvar, Bosanski Petrovac, Glamoč och Bosansko Grahovo flytt till Republika Srpska. Hur många av de kroatienserbiska flyktingarna som stannat i Republika Srpska är oklart. Troligen har även många av dem flytt via Republika Srpska till Serbien och Montenegro och andra länder.

## Republika Srpska efter 1995
Republika Srpska fick sin status som entitet inom Bosnien-Hercegovina legitimerad genom Daytonavtalet 1995.